# Ramón Santiago
Pour les articles homonymes, voir Santiago (homonymie).
Ramón Santiago, né le 31 août 1979 à Las Matas de Farfan (République dominicaine), est un joueur dominicain de baseball évoluant en Ligue majeure de baseball aux positions d'arrêt-court ou de deuxième but.

## Carrière
Ramón Santiago est recruté comme agent libre amateur le 29 juillet 1998 par les Tigers de Détroit. Il passe trois saisons en ligues mineures avant de débuter en Ligue majeure le 17 mai 2002. En 2003, il frappe 100 coups sûrs, son record personnel, en 141 parties pour les Tigers. Il joue aux postes d'arrêt-court et de deuxième but. Il mène tout le baseball majeur pour les amortis avec 18 durant la saison.
Il est échangé aux Mariners de Seattle le 8 janvier 2004 à l'occasion du transfert de Carlos Guillén. Il ne joue que 27 parties en deux saisons pour Seattle, passant la majorité du temps en ligues mineures. 
Libéré de son contrat après la saison 2005, il s'engage comme agent libre avec les Tigers de Détroit. Santiago participe à la Série mondiale 2006 perdue par les Tigers.
En 2009, malgré seulement 97 parties jouées, il réussit des sommets en carrière de 7 circuits et 30 points produits. Il maintient aussi sa moyenne au bâton à ,267.
Réserviste pendant plusieurs saisons à Détroit, il voit davantage de temps de jeu en 2010 et 2011, jouant chaque fois dans plus de 100 parties pour la première fois depuis l'année 2003. Jhonny Peralta s'imposant à l'arrêt-court par ses performances durant cette période, Santiago joue presque exclusivement au deuxième coussin.
Le 30 novembre 2011, Santiago obtient des Tigers une prolongation de contrat de deux saisons.
Le 29 janvier 2014, il signe un contrat des ligues mineures avec les Reds de Cincinnati. Il maintient une moyenne au bâton de ,246 avec deux circuits en 75 matchs pour les Reds en 2014.
Le 30 janvier 2015, il signe une entente des ligues mineures avec les Blue Jays de Toronto mais est libéré le 31 mars suivant, quelques jours avant le début de la nouvelle saison.

## Statistiques
| Saison | Équipe  | G   | AB   | R   | H   | 2B | 3B | HR | RBI | SB | BA   |
| ------ | ------- | --- | ---- | --- | --- | -- | -- | -- | --- | -- | ---- |
| 2002   | Détroit | 65  | 222  | 33  | 54  | 5  | 5  | 4  | 20  | 8  | .243 |
| 2003   | Détroit | 141 | 444  | 41  | 100 | 18 | 1  | 2  | 29  | 10 | .225 |
| 2004   | Seattle | 19  | 39   | 8   | 7   | 1  | 0  | 0  | 2   | 0  | .179 |
| 2005   | Seattle | 8   | 8    | 2   | 1   | 0  | 0  | 0  | 0   | 0  | .125 |
| 2006   | Détroit | 43  | 80   | 9   | 18  | 1  | 1  | 0  | 3   | 2  | .225 |
| 2007   | Détroit | 32  | 67   | 10  | 19  | 5  | 1  | 0  | 7   | 3  | .284 |
| 2008   | Détroit | 58  | 124  | 30  | 35  | 6  | 2  | 4  | 18  | 1  | .282 |
| 2009   | Détroit | 93  | 262  | 29  | 70  | 6  | 2  | 7  | 35  | 1  | .267 |
| 2010   | Détroit | 112 | 320  | 38  | 84  | 9  | 1  | 3  | 22  | 2  | .263 |
| Totaux | Totaux  | 571 | 1566 | 200 | 388 | 51 | 13 | 20 | 136 | 27 | .248 |

| Saison | Équipe  | G | AB | R | H | 2B | 3B | HR | RBI | SB | BA   |
| ------ | ------- | - | -- | - | - | -- | -- | -- | --- | -- | ---- |
| 2006   | Détroit | 6 | 12 | 0 | 1 | 0  | 0  | 0  | 0   | 0  | .083 |
| Totaux | Totaux  | 6 | 12 | 0 | 1 | 0  | 0  | 0  | 0   | 0  | .083 |

Note : G = Matches joués ; AB = Passages au bâton; R = Points ; H = Coups sûrs ; 2B = Doubles ; 3B = Triples ; 
HR = Coup de circuit ; RBI = Points produits ; SB = Buts volés ; BA = Moyenne au bâton.